# Danków (przystanek kolejowy)
Danków – zlikwidowany wąskotorowy przystanek kolejowy w miejscowości Kalinowiec na wąskotorowej linii kolejowej Anastazewo – Konin Wąskotorowy, w powiecie konińskim, w województwie wielkopolskim, w Polsce.